# Proporção harmónica

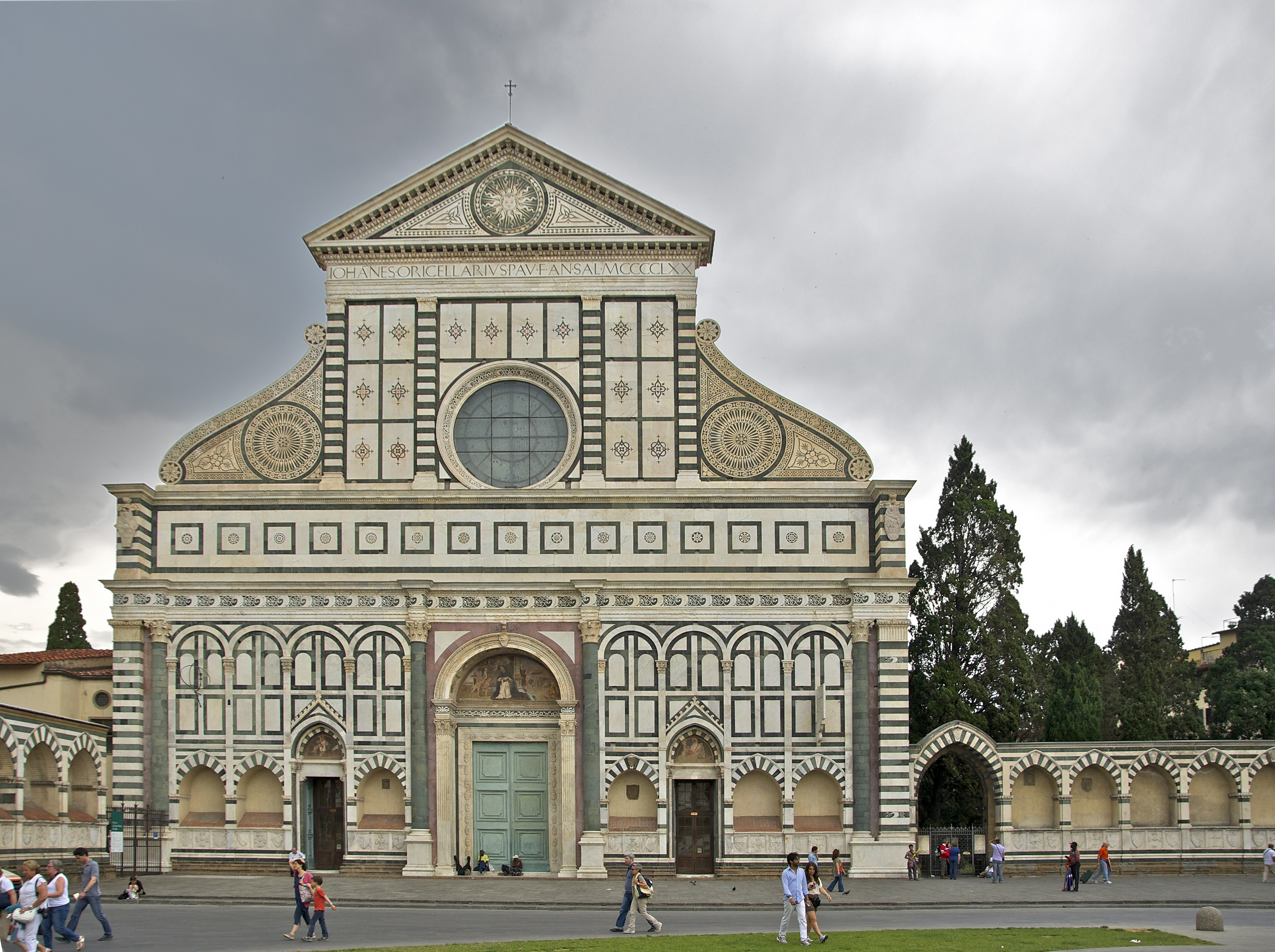
Fachada da Basílica de Santa Maria Novella em Florença, concluída por Alberti com base em relações harmoniosas

A proporção harmónica é um sistema proporcional que liga a arquitetura à música.
A proporção harmónica era conhecida pela Escola Pitagórica já por volta de 500 a.C..
Na época descobriu-se que, ao dividir uma corda tensa, se a parte menor tiver metade do comprimento da parte maior, a diferença na altura do som é de uma oitava; se a proporção entre as partes for 2/3, a diferença na altura do som é uma quinta e é uma quarta se a proporção for 3/4.
Os edifícios cujas partes tinham uma proporção de 1:2, 2:3 ou 3:4 foram, portanto, definidos como “harmoniosos”.
A proporção harmónica foi particularmente utilizada durante o Renascimento, graças ao trabalho de arquitetos e intelectuais como Leon Battista Alberti.
Mais tarde, Andrea Palladio desenvolveu uma escala ainda mais complexa graças à ajuda de alguns músicos venezianos.